# Polonais
Cet article concerne la langue polonaise. Pour le peuple polonais, voir Polonais (peuple).
Le polonais (autonyme : język polski /ˈjɛ̃zɨk ˈpɔlskʲi/, polszczyzna /pɔlˈʂt͡ʂɨzna/ ou simplement polski /ˈpɔlskʲi/) est une langue indo-européenne appartenant au groupe des langues slaves occidentales. Elle a le statut de langue officielle en Pologne où elle est parlée par environ 40 millions de personnes  mais elle est également parlée par les minorités polonaises des pays voisins et un important nombre d'émigrés polonais vivant sur presque tous les continents. La langue s’écrit avec l’alphabet latin, certaines lettres étant surmontées de diacritiques.
Malgré la pression exercée par les administrations des occupants du territoire polonais, qui ont essayé de supprimer la langue et la culture polonaise, une littérature très riche s'est développée et aujourd'hui, le polonais est la seconde langue slave la plus parlée au monde après le russe.

## Distribution géographique
La majorité des gens parlant le polonais vivent en Pologne. Ce pays est l'un des pays européens linguistiquement les plus homogènes, 97 % des polonais déclarant avoir le polonais comme langue maternelle. Après la Seconde Guerre mondiale, les anciens territoires polonais annexés par l'Union soviétique ont conservé une part importante de population polonaise qui ne voulurent ou ne purent émigrer vers la Pologne après 1945. Encore aujourd'hui, les Polonais d'origine constituent d'importantes minorités en Lituanie, en Biélorussie, et en Ukraine. Dans ce dernier pays, on rencontre des polonophones essentiellement dans les régions de Łuck (aujourd'hui Луцьк) et de Lwów (aujourd'hui Львів). Le polonais est de loin la langue la plus utilisée dans le district de Vilnius en Lituanie (20 % de la population de la capitale environ, selon le recensement de 2001), et est également présente dans d'autres districts du sud du pays. La Biélorussie a une importante minorité polonaise, en particulier dans les régions de Brest et de Grodno, ainsi que près de la frontière avec la Lituanie, à l'Ouest du pays.

### Diaspora polonaise
Un nombre important de locuteurs polonais vivent aussi en Afrique du Sud, en Allemagne, en Andorre, en Argentine, en Australie, en Autriche, en Azerbaïdjan, en Biélorussie, en Belgique, au Brésil, en Bulgarie, au Canada, en Croatie, au Danemark, aux Émirats arabes unis, en Espagne, en Estonie, aux États-Unis, en Finlande, en France, en Grèce, en Hongrie, aux îles Féroé, en Irlande, en Israël, en Islande, en Italie, au Kazakhstan, en Lettonie, au Liban, au Luxembourg, au Mexique, en Nouvelle-Zélande, en Norvège, aux Pays-Bas, au Pérou, en Tchéquie, en Roumanie, au Royaume-Uni, en Russie, en Serbie, en Slovaquie, en Suède, en Ukraine et en Uruguay.

#### Au Royaume-Uni
Le Royaume-Uni a une importante population polonaise, originellement composée de réfugiés de la Seconde Guerre mondiale, qui parle encore le polonais. Cette population a augmenté avec l'arrivée de travailleurs après l'admission de la Pologne à l'Union européenne en 2004. Le recensement de 2011 a enregistré 546 000 locuteurs en Angleterre et au Pays de Galles avec le polonais comme leur langue maternelle, vivant principalement à Londres.

#### Aux États-Unis
Selon l'American Community Survey, en 2015, 560 496 personnes de plus de 5 ans déclarent parler polonais à la maison, ce qui constitue seulement 6,0 % de la population polono-américaine et 0,9 % des personnes qui parlent des langues autres que l'anglais, soit 0,2 % de la population américaine. Les plus grandes concentrations de locuteurs polonais sont principalement dans trois États : d'Illinois (185 749), de New York (111 740) de New Jersey (74 663), et de Connecticut (35 829).

#### Au Canada
Le recensement de 2016 a enregistré 191 770 locuteurs polonais, avec une forte concentration dans la ville de Toronto, en Ontario (73 315 personnes). Le yiddish, langue originaire de Pologne et d'Europe de l'Est, est parlé par environ 14 580 personnes au Canada.

## Histoire

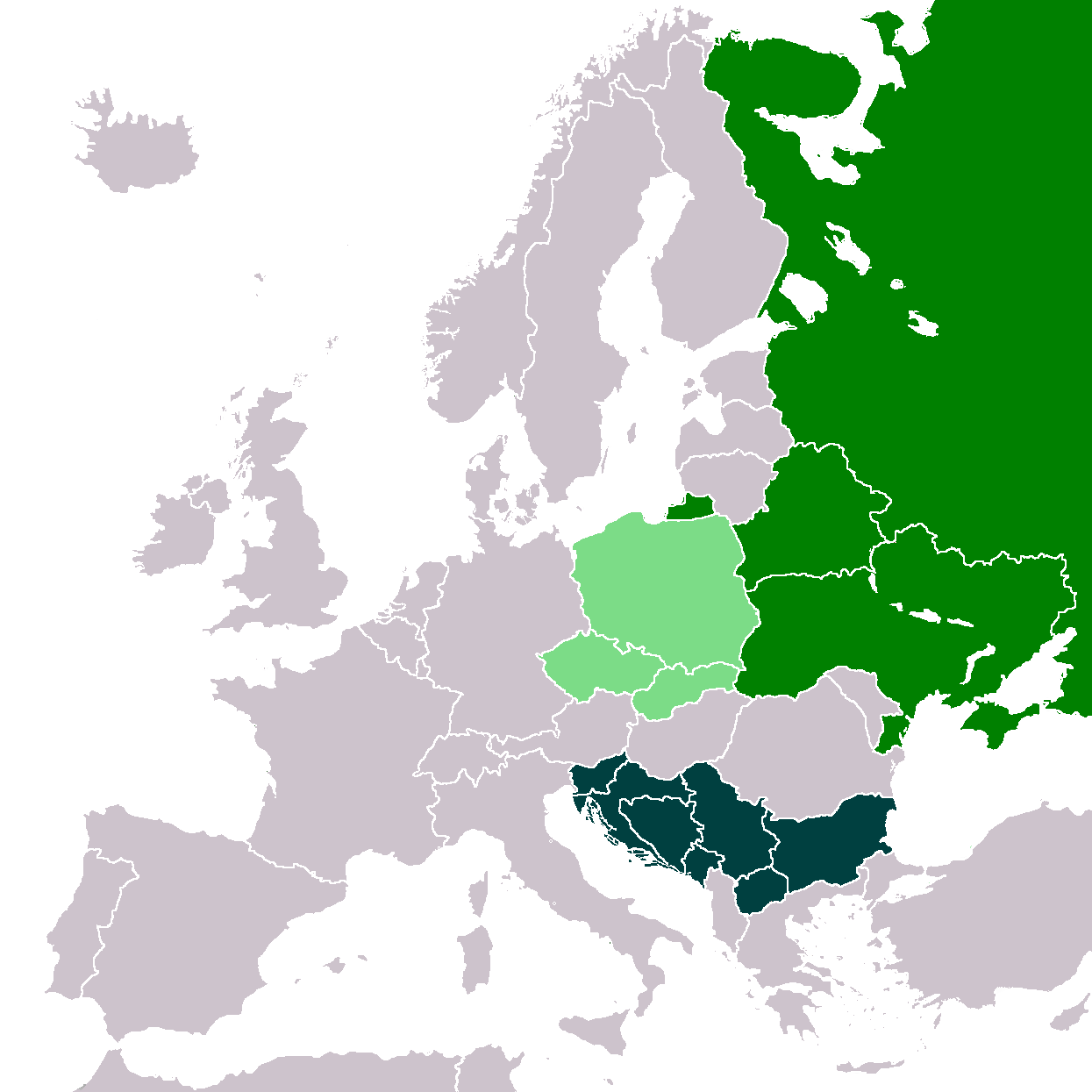
Pays où des langues slaves sont officielles

Le polonais est une langue slave occidentale, comme le tchèque et le slovaque. Il s'en distingue par les principaux traits suivants : alternances vocaliques e/a (mierzyć, « mesurer » ; miara, « la mesure ») et e/o (nieść, « porter » ; niosę, « je porte »), la présence des voyelles nasales ę et ą, disparues dans les autres langues slaves, et l'abondance des consonnes dites « chuintantes » (du point de vue acoustique) issues de la palatalisation.
Le polonais moderne descend de l'ancien polonais et, plus loin dans le temps, d'une langue commune proto-slave non attestée. La langue a commencé émerger dès le Xe siècle avec l'existence d'un État polonais. À l'époque, il s'agissait d'un ensemble de groupes dialectaux présentant certaines caractéristiques communes, mais de nombreuses variations régionales étaient présentes. Mieszko Ier, souverain de la tribu des Polanes de la région de la Grande-Pologne, a réuni quelques tribus culturellement et linguistiquement apparentées des bassins de la Vistule et de l'Oder avant d'accepter finalement le baptême en 966. Avec le christianisme occidental, la Pologne a également adopté l'alphabet latin, alors que le polonais n'était jusque là que parlé. Les plus proches parents du polonais sont les dialectes léchitiques de l'Elbe et de la mer Baltique (variétés polabiennes et poméraniennes (en)). Tous, à l'exception du cachoube, sont aujourd'hui éteints.
On ne possède pas de documents rédigés entièrement en polonais avant le XIVe siècle, en raison du rôle joué jusque-là par le latin. Mais on trouve des noms polonais cités dans des textes latins dès le XIIe siècle (cf. la bulle de Gniezno, de 1136, énumérant les possessions de l'évêque de Gniezno). La tradition littéraire polonaise commence au XIVe siècle avec des textes religieux (sermons, psaumes, etc.) et reste ininterrompue jusqu'à nos jours. Au XVIe siècle, les imprimeurs de Cracovie établissent, sur la base de l'alphabet latin, les normes de l'orthographe polonaise qui, à quelques ajustements près, demeurent en vigueur aujourd'hui.
Le plus ancien texte connu écrit en polonais est constitué d’une seule phrase attribuée à un Tchèque s’adressant à sa femme polonaise, transcrite par un moine allemand dans un texte en latin au sujet de l’histoire d’une abbaye cistercienne en Basse-Silésie. Cette phrase figure dans l’entrée décrivant l’année 1270 : « Day ut ia pobrusa, a ti poziwai ». En orthographe moderne, ce serait « Daj ać ja pobruszę, a ty poczywaj », et cela signifie « Laisse-moi moudre [la farine], et toi tu te reposes. »
Le premier traité sur l'orthographe polonaise a été écrit par Jakub Parkoszowic vers 1470. Le premier livre imprimé en polonais est paru en 1508 ou en 1513, tandis que le plus ancien journal en langue polonaise a été fondé en 1661. À partir des années 1520, un grand nombre de livres en langue polonaise ont été publiés, contribuant à une plus grande homogénéité de la grammaire et de l'orthographe. Le système d'écriture a atteint sa forme globale au XVIe siècle, une époque qui est également considérée comme « l'âge d'or de la littérature polonaise ». L'orthographe a ensuite été modifiée au XIXe siècle et de nouveau en 1936.

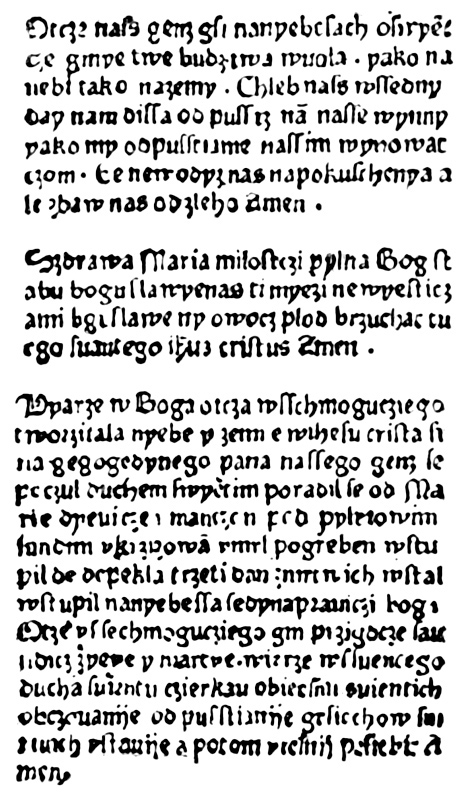
Le plus ancien texte imprimé en polonais (1475).

Tomasz Kamusella note que « le polonais est la plus ancienne langue slave écrite, non ecclésiastique, avec une tradition continue d'écriture et d'usage officiel, qui perdure sans interruption depuis le XVIe siècle jusqu'à nos jours ». Le polonais est devenu le principal sociolecte de la noblesse de Pologne-Lituanie au XVe siècle. L'histoire du polonais comme langue de gouvernement d'État commence au XVIe siècle dans le Royaume de Pologne. Au cours des siècles suivants, il a servi de langue officielle au Grand-Duché de Lituanie, en Pologne du Congrès, dans le Royaume de Galicie et de Lodomérie, et de langue administrative dans le Kraï occidental de l'Empire russe. L'influence croissante de la République des Deux Nations a conféré à la langue le statut de lingua franca en Europe centrale et orientale.
Le processus de standardisation de la langue a débuté au XIVe siècle et s'est consolidé au XVIe siècle. Le polonais standard était basé sur diverses caractéristiques dialectales, le groupe dialectal de la Grande-Pologne servant de base. Après la Seconde Guerre mondiale, le polonais standard est devenu la variante du polonais la plus parlée à travers le pays, et la plupart des dialectes ont disparu.
La langue polonaise comporte de nombreux emprunts. Les termes latins, souvent introduits par l'intermédiaire du tchèque ou de l'allemand, ont très tôt été intégrés au vocabulaire religieux et scientifique. Le français, couramment parlé par les personnes cultivées au XVIIIe siècle, a également fait des apparitions dans la langue polonaise. Les politiques de germanisation et de russification menées au XIXe siècle ont ensuite ajouté des emprunts allemands et russes, ceux-ci s'étant encore accrus sous le communisme. Depuis les années 1960, le polonais intègre un nombre croissant d'anglicismes. Les emprunts représentent 26,2 % du vocabulaire polonais, dont 36,3 % proviennent du latin, 19,7 % de l'allemand, 15,9 % du français, 7,1 % du tchèque, 3,8 % du grec, 3,5 % de l'anglais, 3,1 % de l'italien, 1,9 % de l'ukrainien et du biélorusse, 1,4 % du russe et 1,5 % d'autres langues ; 5,9 % sont des emprunts artificiels (généralement des mots composés d'origine indéterminée).

## Dialectes

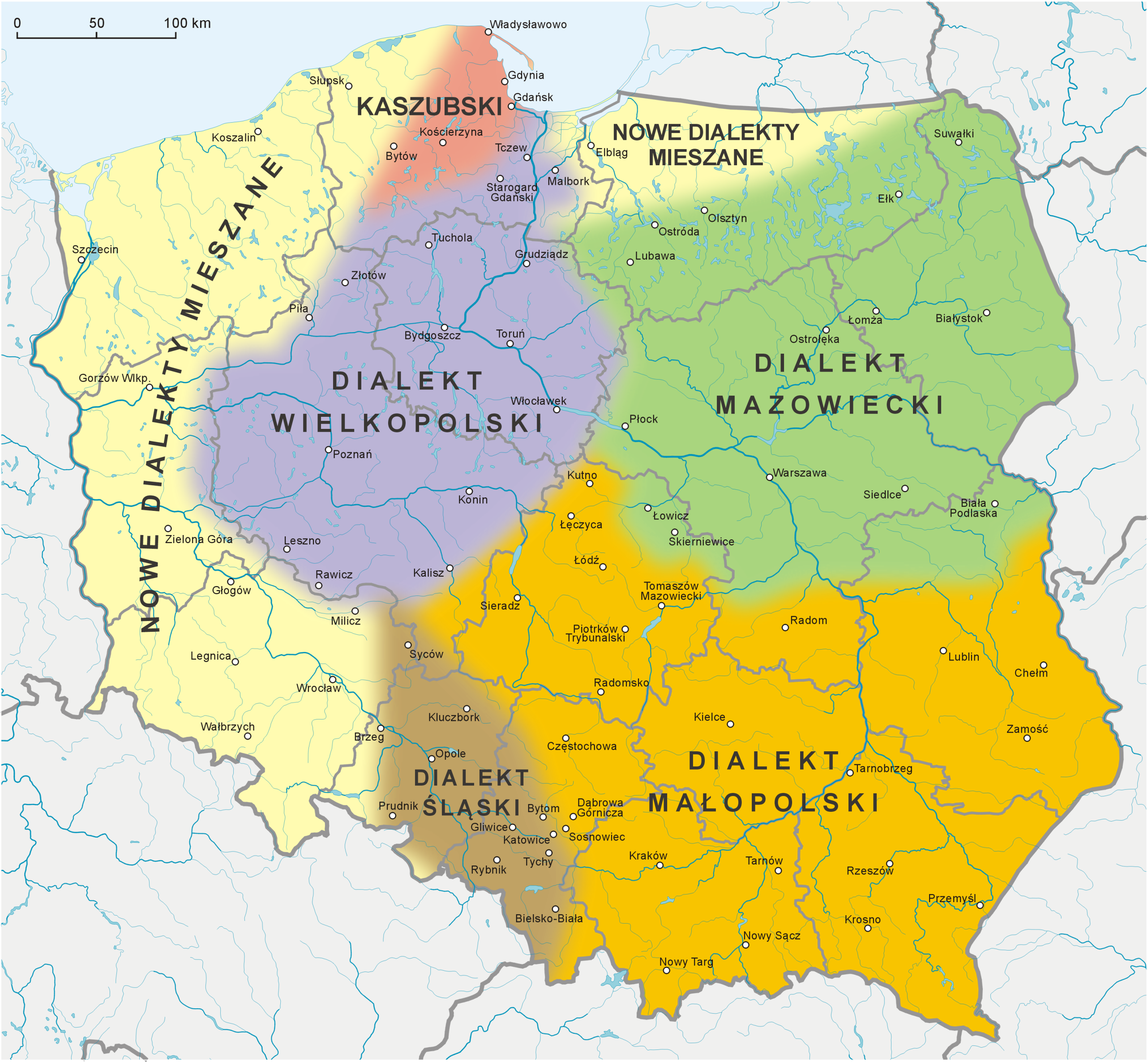
Aires de répartitions des principaux dialectes polonais en Pologne, de nos jours.

À notre époque, les différences dialectales en Pologne ont diminué en degré et en importance au moins depuis la fin de la Seconde Guerre mondiale. Il est maintenant plus juste de parler d’accents du polonais standard avec quelques mots locaux plutôt que de variantes locales réellement distinctes.
Le polonais a traditionnellement été décrit comme étant composé de quatre ou cinq dialectes régionaux principaux :
- le grand polonais, parlé dans l'ouest (Grande-Pologne et Cujavie) ;
- le petit polonais, parlé dans le sud et le sud-est du pays (Petite-Pologne) ;
- le mazovien, parlé dans les parties centrale et orientale du pays (Mazovie, Podlachie, Mazurie) ;
- le silésien, parlé dans le sud-ouest (également considéré comme une langue distincte, voir commentaire ci-dessous)

Le cachoube (Kaszubski) est maintenant généralement considéré comme une langue à part entière, tout comme parfois le silésien.
À ces dialectes traditionnels s'ajoutent également : 
- Les nouveaux dialectes mixtes (en polonais : nowe dialekty mieszane) sont un groupe de dialectes consécutifs de la langue polonaise, presque identiques à la forme littéraire du polonais standard. Ils sont présents dans l'ouest et le nord de la Pologne, à l'emplacement des anciens « territoires recouvrés », c'est-à-dire majoritairement germanophones avant la guerre, et repeuplés par des populations aux dialectes divers, dont les particularités se sont donc mutuellement annulées[26] ;
- le dialecte des Gorales, population de montagnards des Carpates, qui présente des traits empruntés à la langue des bergers valaques[27] ;
- le dialecte de Poznań, parlé dans toute la voïvodie de Grande-Pologne, qui présente des influences allemandes notables ;
- le dialecte des « Confins » Kresy, qui présente une sonorité traînante caractéristique, encore pratiqué par les minorités polonaises de Lituanie, de Biélorussie et d'Ukraine.
  - Le dialecte de Lwów, historiquement parlé à Lwów, est l'un de ces dialectes des « Confins ».

Cependant, la linguistique polonaise se caractérise par un très fort prescriptivisme, poussant les locuteurs du polonais vers une uniformité et un normativisme linguistiques importants.

## Caractéristiques grammaticales
Les terminaisons des mots dépendent du cas et du genre, mais également de la terminaison au nominatif. Il existe sept déclinaisons, trois genres au singulier et deux au pluriel, soit plusieurs dizaines de formes de terminaisons différentes, sans compter les très nombreuses exceptions. Tout se décline, y compris les noms.

## Phonologie

### Voyelles
Il existe six voyelles orales (toutes monophtongues) et deux voyelles nasales en polonais. 

#### Voyelles orales
| API       | Prononciation approximative | Exemple en polonais    |
| --------- | --------------------------- | ---------------------- |
| [i], [ʲi] | pic                         | miś (ourson)           |
| [ɛ]       | peine                       | ten (ce)               |
| [ɨ]       | cheveux                     | mysz (souris)          |
| [a]       | date                        | kat (bourreau)         |
| [u]       | boum                        | bum (boom), król (roi) |
| [ɔ]       | bol                         | kot (chat)             |

Inventaire des voyelles orales en polonais

La longueur d'une voyelle n'est pas phonémique : la présence de voyelles longues ne change pas le sens du mot.

#### Voyelles nasales
Contrairement aux autres langues slaves, les voyelles nasales (ę et ą) ont été conservées en polonais, bien qu'elles commencent à disparaître (dans la prononciation, mais pas à l'écrit) – surtout à la fin d'un mot. Ces voyelles, marquées d'un ogonek, ne commencent jamais un mot.
Avant une occlusive, les voyelles nasales sont suivies d'une consonne nasale : par exemple, kąt sera phonétiquement prononcé kont (prononcer le t), et gęba sera phonétiquement prononcé gemba. À la fin d'un mot, le ę nasal est souvent ignoré par les Polonais au profit d'un e normal. La plupart des voyelles nasales sont conservées avant une consonne fricative, et à la fin des mots pour la nasale ą.
Contrairement au français, les voyelles nasales du polonais sont asynchrones : ce sont en fait deux sons, une voyelle orale immédiatement suivie d'une semi-voyelle nasale. Par exemple ą sera prononcé [ɔw̃] (proche du portugais « ão » [ɐ̃w̃]) plutôt que [ɔ̃] (français « on »). Cependant, ce point n'est pas essentiel et la plupart des voyelles nasales du polonais sont considérées comme des voyelles ordinaires, c’est-à-dire synchrones.
| API | Prononciation approximative | Exemple en polonais |
| --- | --------------------------- | ------------------- |
| [ɛ̃] | pain, faim                  | węże (serpents)     |
| [ã] | sang, lent                  | wąż (serpent)       |

Correspondance en français : Le ę correspond approximativement au « in » français et le ą correspond approximativement au « on », mais ces voyelles sont plus précisément des diphtongues.
Ces voyelles spécifiques au polonais ne se prononcent pas « sèchement », car leur « timbre » évolue en quelque sorte au cours de la prononciation avec une « extinction » finale, ceci ne durant qu'une fraction de seconde sans effort particulier malgré la difficulté apparente. Par exemple, en référence aux exemples du tableau qui suit, un Polonais a de réelles chances de ne pas comprendre « serpent » si vous lui dites « vonche » et encore moins « des serpents » si vous prononcez « veinje ». Il vous faudra absolument prononcer plutôt « von-ouche » pour « serpent » mais sans séparer les syllabes, autrement dit avec l'accent tonique regroupant les syllabes « on » et « ou ». De même, pour dire « des serpents », vous devrez prononcer « vein-ougè » ou « vein-ongè » (peu différentiables ici vu la vitesse de prononciation), avec un accent plus proche de celui du Sud de la France, bouche moins ouverte pour le « un », et toujours l'unique accent tonique sur l'ensemble « ein » – « ou » sans hacher.[réf. nécessaire]

### Consonnes
| Points d'articulations | Labial   | Labial       | Labial        | Coronal | Coronal    | Coronal    | Coronal         | Dorsal  | Dorsal  | (aucun) |
| Modes d'articulation ↓ | Bilabial | Labio‐dental | Labio-vélaire | Dental  | Alvéolaire | Rétroflexe | Alvéolo‐palatal | Palatal | Vélaire | Glottal |
| Occlusives             | p b      |              |               | t d     |            |            |                 | (c ɟ)   | k       |         |
| Nasales                | 0 m      |              |               | 0 n     |            |            |                 | 0 ɲ     |         |         |
| Fricatives             |          | f v          |               |         | s z        | ʂ ʐ        | ɕ ʑ             | (ç)     | x       | (ɦ)     |
| Affriquées             |          |              |               |         | t͡s d͡z      | t͡ʂ d͡ʐ      | t͡ɕ d͡ʑ           |         |         |         |
| Semi-voyelles          |          |              | 0 w           |         |            |            |                 | 0 j     |         |         |
| Roulées                |          |              |               |         | 0 r        |            |                 |         |         |         |
| Latérales              |          |              |               |         | 0 l        |            |                 | 0 (ʎ)   |         |         |

Les consonnes du polonais forment un système plus complexe. Ce dernier est en effet constitué de plusieurs consonnes affriquées et palatales, résultat d'une série de quatre palatalisations du Proto-slave et de deux autres ayant eu lieu en Pologne et en Biélorussie. Ainsi, on retrouve les phonèmes suivants en polonais :
- occlusives : /p/, /b/, /t/, /d/, /k/, /g/, et les formes palatisées /kʲ/  et /gʲ/ ;
- fricatives : /f/, /v/, /s/, /z/, /ʂ/, /ʐ/, plus les alvéolo-palatales /ɕ/ et /ʑ/, ainsi que /x/ et /xʲ/ ;
- affriquées : /t͡s/, /d͡z/, /t͡ʂ/, /d͡ʐ/, /t͡ɕ/, /d͡ʑ/ (le polonais distingue les affriquées des groupes occlusive+fricative ; ainsi, czy et trzy seront prononcés respectivement [t͡ʂɨ] et [tʂɨ]) ;
- nasales : /m/, /n/, /ɲ/
- spirantes : /l/, /j/, /w/
- roulée : /r/

On retrouve le phénomène de voisement/dévoisement dans certaines paires des consonnes, à la fin des mots ainsi que dans certains groupes de consonnes.
Les affriquées sont parfois des digrammes : dz, dż... Les palatales, ou consonnes « douces », sont soit marquées par un accent aigu, soit suivies par un i.
On peut donc regrouper les consonnes en trois grands groupes :
- les alvéolaires : z, s, dz, c
- les rétroflexes : ż, sz, dż, cz
- les alvéolo-palatales : ź, ś, dź, ć

Les consonnes palatales et alvéolo-palatales ainsi que celles qui précèdent la voyelle i sont dites consonnes « molles ». Toutes les autres sont « dures ».
| API  | Exemple                                                    | API  | Exemple                                                                |
| ---- | ---------------------------------------------------------- | ---- | ---------------------------------------------------------------------- |
| /m/  | masa (masse)                                               | /d͡ʑ/ | dźwięk (un son)                                                        |
| /b/  | bas (basse)                                                | /ʐ/  | żona (femme), prononcé jona rzeka (rivière), prononcé jèka             |
| /p/  | pas (ceinture)                                             | /ʂ/  | szum (sifflement), prononcé choum                                      |
| /v/  | wór (sac), prononcé vour                                   | /d͡ʐ/ | dżem (confiture), prononcé djèm                                        |
| /f/  | futro (fourrure)                                           | /t͡ʂ/ | czas (temps), prononcé tchasse                                         |
| /n/  | noga (jambe)                                               | /ɲ/  | koń (cheval), prononcé cogne                                           |
| /d/  | dom (maison)                                               | /gʲ/ | gips (plâtre)                                                          |
| /t/  | tom (volume)                                               | /kʲ/ | kiedy (quand), approximativement kyèdeu.                               |
| /z/  | zero (zéro), prononcé zèro                                 | /g/  | gmina (commune)                                                        |
| /s/  | sum (silure)                                               | /k/  | kto (qui), buk (hêtre)                                                 |
| /d͡z/ | dzwon (cloche), comme dans pizza                           | /w/  | mały (petit) prononcé maweu, łaska (grâce) prononcé waska              |
| /t͡s/ | co (quoi), prononcé tso                                    | /j/  | jutro (demain), comme dans you en anglais                              |
| /r/  | krok (un pas)                                              | /x/  | hak (crochet), chór (chœur)                                            |
| /l/  | pole (champ), liść (feuille)                               | /xʲ/ | historia (histoire), chichot (ricanement)                              |
| /ʑ/  | źle (mal), approximativement djihad                        | /t͡ɕ/ | ćma (papillon de nuit), ressemble à tchi mais n'existe pas en français |
| /ɕ/  | śruba (vis), ressemble à chi mais n'existe pas en français |      |                                                                        |

#### Variantes dialectales
Dans certains dialectes, par exemple le masurien, il arrive qu'une consonne d'un groupe (alvéolaire, rétroflexe, alvéolo-palatale) passe dans un autre groupe.
- Les sons [c], [ɟ], [ç] et [ʎ] sont des variantes dialectales. Ce sont les versions palatalisées des sons [t], [d], [x] et [l].
- Le son [ɦ] est de même une variante dialectale du son [x].

### Accent tonique
En polonais, l’accent tonique tombe presque toujours sur l’avant-dernière syllabe : zrobił (il a fait), zrobili (ils ont fait). Cette règle comporte néanmoins quelques exceptions :
- les verbes conjugués au passé avec la première ou la deuxième personne du pluriel : zrobiliśmy (nous avons fait) – accent sur l’antépénultième ;
- les verbes conjugués au conditionnel : zrobiłbym (je ferais) – accent sur l’antépénultième ;
- les verbes conjugués à la première ou la deuxième personne plurielle du conditionnel : zrobilibyśmy (nous ferions) – accent sur la syllabe précédant l’antépénultième ;
- certains mots issus du grec ou du latin (par exemple : uniwersytet, opera, muzyka, matematyka et les autres mots se terminant en -yka au nominatif) peuvent être accentués sur l’antépénultième syllabe, notamment dans la langue soignée – bien que cet usage tende à se perdre ;
- les mots français et anglais utilisés tels quels en polonais peuvent souvent avoir un accent tonique sur la dernière syllabe, notamment dans « menu » ou « offline », mais il est placé normalement lorsque le mot est décliné comme dans « weekendu » ;
- l’accent tombe sur la dernière lettre des acronymes qui sont épelés.

Ces exceptions verbales ne sont souvent qu’apparentes : elles s’expliquent aisément par le fait que ces formes sont à l’origine des formes composées d’un participe (normalement accentué sur l’avant-dernière syllabe et accordé en genre et en nombre) suivie du verbe « être » non accentué qui se conjugue normalement : les deux forment une unité accentuelle qui ne change pas l’accentuation du participe, d’où cette impression que l’accentuation ne suit pas la norme.

## Orthographe
L'alphabet polonais dérive de l'alphabet latin mais utilise des diacritiques afin de former quelques lettres additionnelles.
Les diacritiques utilisés en polonais sont l'ogonek (ą, ę), l'accent aigu (ć, ń, ó, ś, ź), la barre oblique (ł) le point suscrit (ż).
Les lettres q, v et x font partie de l'alphabet mais peuvent n'être utilisées que dans les mots d'origines étrangères.
L'orthographe polonaise est phonémique (à chaque lettre correspond un son – avec cependant quelques rares exceptions). Les lettres et leurs valeurs phonémique sont listées dans ce tableau.
| Maj. | Min. | Phonème(s)           | Maj. | Min. | Phonème(s) |
| ---- | ---- | -------------------- | ---- | ---- | ---------- |
| A    | a    | /a/                  | Ń    | ń    | /ɲ/        |
| Ą    | ą    | /ɔ̃/, /ɔn/, /ɔm/, /ɔ/ | O    | o    | /ɔ/        |
| B    | b    | /b/ (/p/)            | Ó    | ó    | /u/        |
| C    | c    | /ʦ/                  | P    | p    | /p/        |
| Ć    | ć    | /ʨ/                  | (Q)  | (q)  | /k/        |
| D    | d    | /d/ (/t/)            | R    | r    | /r/        |
| E    | e    | /ɛ/                  | S    | s    | /s/        |
| Ę    | ę    | /ɛ̃/, /ɛn/, /ɛm/, /ɛ/ | Ś    | ś    | /ɕ/        |
| F    | f    | /f/                  | T    | t    | /t/        |
| G    | g    | /g/ (/k/)            | U    | u    | /u/        |
| H    | h    | /x/                  | (V)  | (v)  | /v/ (/f/)  |
| I    | i    | /i/, /j/             | W    | w    | /v/ (/f/)  |
| J    | j    | /j/                  | (X)  | (x)  | /ks/       |
| K    | k    | /k/                  | Y    | y    | /ɨ/        |
| L    | l    | /l/                  | Z    | z    | /z/ (/s/)  |
| Ł    | ł    | /w/                  | Ź    | ź    | /ʑ/ (/ɕ/)  |
| M    | m    | /m/                  | Ż    | ż    | /ʐ/ (/ʂ/)  |
| N    | n    | /n/                  |      |      |            |

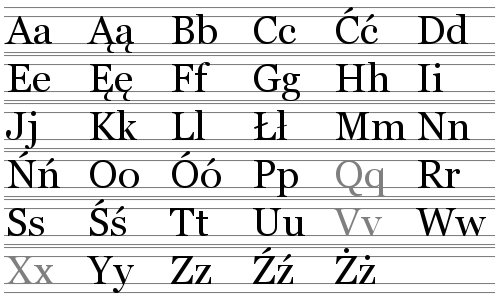
L’alphabet polonais. Les lettres q, v et x sont utilisées pour les noms étrangers.

Les digrammes et trigrammes suivant sont aussi utilisés :
| Digramme | Phonème(s)  | Digramme/trigramme (avant une voyelle) | Phonème(s) |
| -------- | ----------- | -------------------------------------- | ---------- |
| ch       | /x/         | ci                                     | /t͡ɕ/       |
| cz       | /t͡ʂ/        | dzi                                    | /d͡ʑ/       |
| dz       | /d͡z/ (/t͡s/) | gi                                     | /gʲ/       |
| dź       | /d͡ʑ/ (/t͡ɕ/) | (c)hi                                  | /xʲ/       |
| dż       | /d͡ʐ/ (/t͡ʂ/) | ki                                     | /kʲ/       |
| rz       | /ʐ/ (/ʂ/)   | ni                                     | /ɲ/        |
| sz       | /ʂ/         | si                                     | /ɕ/        |
|          |             | zi                                     | /ʑ/        |

### Différence i/y
La différence entre i ([i], [ʲ]) et y ([ɨ]) n'est pas uniquement orthographique.
Le i se prononce de façon similaire au « i » du français européen, tandis que le y est un son situé entre le [e] français (de parlé), le [y] français (de perdu) et le [ø] (de peu), en fait plus proche du é, presque équivalent, et assez proche du son « i » en français canadien.
Le i palatalise la consonne précédente, tandis que le y n'offre pas cette modification. Certaines consonnes  suivies de i deviennent chuintantes : ci, ni, si et zi (respectivement même son que ć, ń, ś, et ź, la différence n'étant qu'orthographique) se prononcent [tɕi], [ɲi], [ɕi] et [ʑi], alors que cette modification n'apparaît pas pour cy [tsɨ], ny [nɨ], sy [sɨ], zy [zɨ]. Enfin, l'on trouvera li et ły, mais jamais ly ou łi.

## Littérature
La langue polonaise commencèrent à être utilisée en littérature à la fin du Moyen Âge. Parmi les œuvres les plus remarquables figurent les Sermons de Sainte Croix (XIIe et XIVe siècles), Bogurodzica (XVe siècle) et le Dialogue de Maître Polikarp avec la Mort (XVe siècle). Les figures littéraires les plus influentes de la Renaissance en Pologne (en) furent les poètes Jan Kochanowski (Lamentations), Mikołaj Rej et Piotr Skarga (La Vie des Saints), qui établirent des modèles poétiques qui allaient devenir partie intégrante de la langue littéraire polonaise et poser les bases de la grammaire polonaise moderne. Au siècle des Lumières en Pologne, Ignacy Krasicki, surnommé « le Prince des poètes », écrivit le premier roman polonais, Les Aventures de Monsieur Nicolas Sagesse, ainsi que des fables et paraboles. Une autre œuvre marquante de cette période est le Manuscrit trouvé à Saragosse, écrit par Jan Potocki, noble polonais, égyptologue, linguiste et aventurier. À l'époque romantique, les poètes nationaux les plus célèbres, surnommés les « Trois Bardes », étaient Adam Mickiewicz (Messire Thadée et Les Aïeux), Juliusz Słowacki (Balladyna) et Zygmunt Krasiński (La Comédie impie). Le poète et dramaturge Cyprian Norwid est considéré par certains spécialistes comme le « quatrième barde ». Parmi les écrivains positivistes importants, on compte Bolesław Prus (La Poupée, Pharaon), Henryk Sienkiewicz (auteur de nombreux romans historiques, dont le plus acclamé internationalement est Quo Vadis), Maria Konopnicka (Rota), Eliza Orzeszkowa (Nad Niemnem), Adam Asnyk et Gabriela Zapolska (La Moralité de Madame Dulska). La période connue sous le nom de « Jeune Pologne » donna naissance à des personnalités littéraires de renom telles que Stanisław Wyspiański (Le Mariage), Stefan Żeromski (Les sans-abri, Le printemps à venir), Władysław Reymont (Les paysans) et Leopold Staff. Parmi les auteurs éminents de l’entre-deux-guerres figurent Maria Dąbrowska (Nuits et jours), Stanisław Witkiewicz (Insatiabilité) et d'autres encore.
Cinq auteurs de langue polonaise ont reçu le prix Nobel de littérature : Henryk Sienkiewicz (1905), Władysław Reymont (1924), Czesław Miłosz (1980), Wisława Szymborska (1996) et Olga Tokarczuk (2018).